# Gnamptogenys ingeborgae
Gnamptogenys ingeborgae é uma espécie de formiga do gênero Gnamptogenys.